# Чжан Нін
Чжан Нін  (кит.: 张宁, 19 травня 1975) — китайська бадмінтоністка, олімпійська чемпіонка.

## Виступи на Олімпіадах
| Олімпіада  | Дисципліна       | Місце |
| ---------- | ---------------- | ----- |
| Афіни 2004 | одиночний розряд | 1     |
| Пекін 2008 | одиночний розряд | 1     |